# Расширенный континентальный шельф
Расширенный континентальный шельф (англ. Extended continental shelf) — континентальный шельф за пределами 200 миль от исходных линий, от которых отмеряется ширина территориального моря какого-либо государства.

## Правовой режим
Согласно статье 76 Конвенции ООН по морскому праву 1982 года, содержащей определение континентального шельфа, он (в его юридическом понимании) означает морское дно и недра подводного района, который начинается за пределами территориального моря. Этот район охватывает естественное продолжение сухопутной территории прибрежного государства и простирается либо (1) на расстояние 200 морских миль от исходных линий, от которых отмеряется ширина территориального моря (даже если внешняя граница подводной окраины материка расположена ближе 200 миль); либо (2) если такая граница расположена дальше 200 миль, вплоть до неё, но с определёнными ограничениями по максимальной ширине шельфа. При этом граница континентального шельфа по 200-мильному пределу существует в силу неотъемлемого права прибрежного государства, и от него не требуется специального заявления или обоснования для её подтверждения, тогда как если же государство — участник Конвенции по морскому праву намерено провести границу континентального шельфа по внешней границе подводной окраины материка, которая находится далее 200 морских миль, то для этого применяются специальные методы и процедура, определённые в Конвенции, и задействуется международный орган, созданный для этой цели — Комиссия по границам континентального шельфа.
В случае конфликта правопритязаний двух или более государств на одни и те же районы расширенного континентального шельфа реализация полномочий Комиссии по границам континентального шельфа имеет определённые особенности. Комиссия не рассматривает представления, если заявленный в них район является предметом спора между двумя или более государствами, если только последние не соглашаются или, по крайней мере, не возражают против вынесения Комиссией рекомендаций. Так, в 2009 году некоторые африканские государства достигли соглашения о том, что не будут возражать против рассмотрения Комиссией их представлений в отношении районов, где их притязания могут пересекаться, и после этого сделали свои представления.

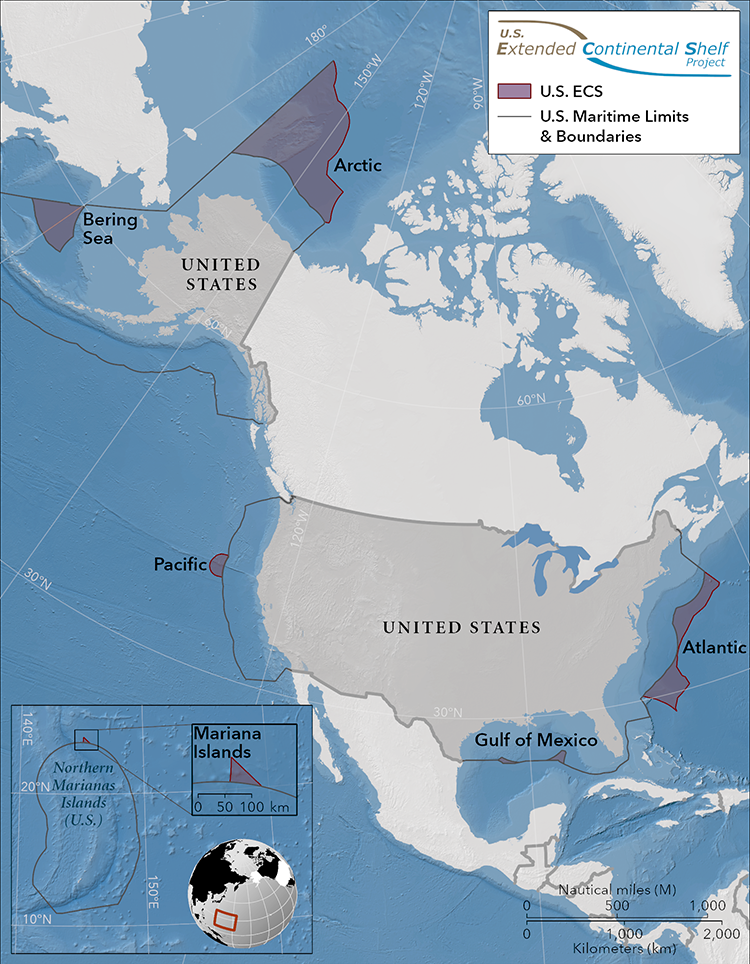
Карта «расширения» континентального шельфа США (претензии США обозначены розовым цветом)

В конце декабря 2023 года Государственный департамент США объявил о «расширении» континентального шельфа США в Арктике и Беринговом море. США не участвуют в Конвенции по морскому праву 1982 года и поэтому не обязаны обращаться в Комиссию по границам континентального шельфа, а могут действовать в одностороннем порядке. При этом Россия, Канада и Дания годами ожидают рассмотрения своих претензий на морское дно Арктики Комиссией по границам континентального шельфа.